# Lill-Abborrtjärnen (Piteå socken, Norrbotten, 728258-174683)
Lill-Abborrtjärnen är en sjö i Piteå kommun i Norrbotten och ingår i Piteälvens huvudavrinningsområde. Lill-Abborrtjärnen ligger i Piteälven Natura 2000-område.